# Міський округ (Росія)
Муніципа́льний о́круг — один із типів муніципальних утворень, форма місцевого самоуправління.
Згідно із Федеральним законом «Про загальні принципи організації місцевого самоуправління в Російській Федерації» — це міське поселення, яке не входить до складу муніципального району, але органи місцевого самоуправління здійснюють свої повноваження на рівні з ним, і при цьому такий округ не розділяється на дрібніші муніципальні утворення (міські чи сільські поселення).
В міські округи почали перетворювати міста обласного підпорядкування (наприклад, Нижньотагільський міський округ Свердловської області), пізніше і райони, у яких центром є місто (наприклад, Богородський міський округ Московської області). Окрім того у міські округи почали перетворювати закриті адміністративно-територіальні одиниці, які у своєму складі можуть мати селище міського типу замість міста (наприклад, Уральський міський округ Свердловської області). Цікавим є той факт, що уся Московська область нині поділена на міські округи, адже усі колишні муніципальні райони перетворені саме в них.
Після 2019 року, коли були внесені поправки до вище згаданого закону і з'явились муніципальні округи, деякі міські округи почали перетворювати в ці нові муніципальні утворення (наприклад, Апатитський округ Мурманської області).